# Большой масковый ткач
Большо́й ма́сковый ткач (лат. Ploceus cucullatus) — один из видов ткачей. Ранее относился к роду Textor и назывался Textor cucullatus.

## Описание
Большой масковый ткач достигает длины от 15 до 18 см. Самцы имеют ярко-жёлтое оперение в течение брачного периода. Голова и крылья чёрного цвета. Вне брачного периода оперение самца похоже на оперение самок. Он тогда имеет зеленоватую окраску с тонкими штрихами.

## Образ жизни
Это оживлённые и громкие, гнездящиеся в колониях птицы. Свои яйцевидные гнёзда они строят из травы; во время строительства гнезда самцов можно часто наблюдать висящими на ветвях вниз головой с трепещущими крыльями. Высиживает яйца и выкармливает птенцов чаще самка.

## Распространение
Большой масковый ткач распространён от Судана и южной Эфиопии до Анголы и Капской провинции Южной Африки. Птицы населяют окраины лесов, а также сельскохозяйственных площадей и деревень.

## Эволюционная защита от гнездовых паразитов
Большие масковые ткачи часто подвержены в регионах Африки гнездовому паразитизму бронзовой кукушки (Chrysococcyx caprius). Поэтому в течение эволюции птицы разработали эффективную оборону. Они откладывают индивидуально отмеченные пятнистые или окрашенные яйца, которые легко могут отличить от подложенных яиц. Эволюционный биолог Дэвид Лати из университета Массачусетса Амерст исследовал гнездовые колонии на островах Гаити и Маврикий, куда большие масковые ткачи были ввезены человеком в 1790 году (Гаити) и в 1886 году (Маврикий), и на которых отсутствуют гнездовые паразиты, и сравнил их яйца с яйцами из гнездовых колоний в Гамбии и других африканских регионах в Южной Африке. Результатом стало то, что у больших масковых ткачей с обоих островов пропал индивидуальный рисунок маркировки яиц. Яйца были слабее окрашены и менее пятнистые. На Гаити регресс окраски оказался выражен сильно, на Маврикии он был выражен слабее.